# Karl-Heinz Stanzel
Karl-Heinz Stanzel (* 29. März 1958 in Ellwangen (Jagst)) ist ein deutscher Altphilologe.

## Leben
Er studierte zunächst Psychologie, Philosophie, katholische Theologie, dann Latinistik und Philosophie, schließlich auch Gräzistik an der Eberhard Karls Universität Tübingen, der Ludwig-Maximilians-Universität München und der Universität Regensburg. Er wurde 1987 an der Julius-Maximilians-Universität Würzburg promoviert und 1994 in Tübingen habilitiert. 1984 wurde er Wissenschaftlicher Angestellter am Philologischen Seminar der Universität Tübingen, dann Wissenschaftlicher Mitarbeiter und später Akademischer Rat auf Zeit am Institut für Klassische Philologie der Universität Würzburg (1984–1992). Seit 1992 ist er Akademischer Rat, seit Juli 2000 Akademischer Oberrat am Platon-Archiv im Philologischen Seminar der Universität Tübingen. Inzwischen ist er zum außerplanmäßigen Professor ernannt worden.
Seine Forschungsschwerpunkte sind griechische Philosophie (Platon) und Bukolik (Theokrit).

## Schriften
- Dicta Platonica. Die unter Platons Namen überlieferten Aussprüche. Darmstadt 1987, OCLC 490099591 (zugleich Dissertation, Würzburg 1987).
- als Herausgeber mit Bardo Maria Gauly, Lutz Käppel, Richard Kannicht, Rainer Klimek-Winter, Helmut Krasser und Volker Uhrmeister: Musa Tragica. Die griechische Tragödie von Thespis bis Ezechiel. Ausgewählte Zeugnisse und Fragmente griechisch und deutsch (= Studienhefte zur Altertumswissenschaft. Band 16). Vandenhoeck & Ruprecht, Göttingen 1991, ISBN 3-525-25750-3.
- Liebende Hirten. Theokrits Bukolik und die alexandrinische Poesie (= Beiträge zur Altertumskunde. Band 60). Teubner, Stuttgart 1995, ISBN 3-519-07609-8 (zugleich Habilitationsschrift, Tübingen 1994).
- als Herausgeber mit Thomas Alexander Szlezák: Wolfgang Schadewaldt und die Gräzistik des 20. Jahrhunderts (= Spudasmata. Band 100). Olms, Hildesheim 1995, ISBN 3-487-12815-2.